# Mašun
Za hrib (115 mnm) severno od Babnega polja glej Mašun (hrib).
Mašun (1025 mnm) je zaselek (in cestni preval/prelaz) na severozahodnem delu gorske planote/masiva Snežnik (z vrhom 1796 mnm). Obdan je s prostranimi gozdovi, zato so se na tej lokaciji sprva naseljevali predvsem gozdarji in lovci. Mašun predstavlja stičišče cestnih povezav med občinami Cerknica občina Ilirska Bistrica, Pivka in Loška dolina. Poleg naselja Sviščaki je tudi najbolj frekventno izhodišče za vzpon na Snežnik (vzpon traja približno štiri ure). Danes je v Mašunu turizem najvidnejša gospodarska panoga. Kolesarski klub Postojna prireja kolesarsko tekmovanje s cestnimi kolesi v disciplini »kolesarski vzpon na Mašun«. V bližini je urejena 1700 metrov dolga gozdna učna pot, ponujaja se prostor za piknik, pozimi pa so v Mašunu urejene tekaške proge, manjše smučišče in sankaška proga. Čezenj poteka Ciglarjeva pot, kakor se imenuje slovenski del evropske pešpoti E-6. Področje Mašuna je s strani države zavarovano kot krajinski park.
Cestne povezave: 
- Ilirska Bistrica - Šembije - Knežak - Bač - Mašun (20 km)
- Ilirska Bistrica - Sviščaki - Snežnik (prelaz) - Mašun
- Ljubljana - Postojna - Matenja vas - Prestranek - Pivka - Bač - Mašun (80 km)
- Koper - Postojna - Matenja vas - Prestranek - Pivka - Bač - Mašun (85 km)